# 罗伯特·格拉布
罗伯特·霍華德·格拉布 （英語：Robert Howard Grubbs，1942年2月27日—2021年12月19日
），美国化学家，诺贝尔奖获得者。

## 经历
出生于肯塔基州的凯尔弗特市，靠近波瑟姆特羅特，在佛罗里达大学学化学，获得学士、硕士学位，而后在纽约州的哥伦比亚大学师从罗纳德·布莱斯劳，1968年获得博士学位。
毕业后的头一年，格拉布在斯坦福大学跟詹姆斯·科尔曼（James Collman）合作，而后他在密歇根州大学任教。1978年，格拉布来到了加州理工学院，现在他是那里的Victor and Elizabeth  Atkins化学教授。
因为在烯烃复分解反应方面的贡献，格拉布与理查德·施罗克、伊夫·肖万共同获得2005年的诺贝尔化学奖。

## 贡献
- 格拉布催化剂